# Compsoceridius gounellei
Compsoceridius gounellei é um inseto da ordem Coleoptera e da família Cerambycidae, subfamília Cerambycinae; um besouro cujo habitat são as florestas tropicais da região neotropical meridional, no sul do Brasil, do Paraná ao Rio Grande do Sul, além do Paraguai, Argentina e Uruguai. A espécie é monotípica (única do seu gênero), descrita em 1908 por Carlos Bruch com a denominação Compsocerus (Compsoceridius) gounellei, no texto "Longicornios argentinos nuevos o poco conocidos", publicado na Revista del Museo de La Plata (Volume: 15; o seu espécime coletado em Buenos Aires), sendo um dos miméticos besouros-viola, caracterizados por sua semelhança com a espécie de maior importância econômicaː Compsocerus violaceus (White, 1853); com ela e com outras espécies confundido.

## Descritor específico
O significado da palavra usada em seu descritor específico (gounellei) é uma homenagem ao coletor de plantas e entomologista francês Pierre-Émile Gounelle.